# Andy Wilman
Andrew Wilman est un producteur de télévision britannique né le 16 août 1962 à Glossop (Derbyshire). Il est surtout connu pour être le co-créateur (avec Jeremy Clarkson) et l'ancien producteur exécutif de l'émission télévisée Top Gear de 2002 à 2015, ainsi que producteur exécutif de The Grand Tour. Ces deux émissions doivent une grande partie de leur style et de leur humour à Wilman, aux côtés de Jeremy Clarkson. Andy Wilman et Jeremy Clarkson ont tous deux fréquenté la Repton School, aux côtés du concepteur de Formule 1 Adrian Newey.

## Biographie

### Top Gear(2002-2015)
Andy Wilman a présenté quelques passages du Top Gear original. Après que l'émission ait été interrompue par la BBC, Wilman et l'ancien présentateur de l'émission Jeremy Clarkson ont créé un nouveau format d'émission.
Cette nouvelle version voit le jour en 2002. Le duo recrute deux autres présentateurs, Richard Hammond et Jason Dawe, qui est remplacé par James May à partir de la deuxième saison. Wilman est le créateur du Stig[réf. nécessaire].
La société Bedder 6 (en), créée par Wilman et Clarkson, gérait les produits dérivés et la distribution internationale de Top Gear. Elle a réalisé un chiffre d'affaires de plus de 149 millions de livres sterling en 2012, avant une restructuration qui a donné à BBC Worldwide un contrôle total sur les droits de Top Gear,.

### The Grand Tour(2016-2024)
En avril 2015, Wilman a annoncé avoir démissionné de son poste de producteur exécutif de Top Gear à BBC Television après le départ de Jeremy Clarkson en mars 2015, en raison des "tensions" de Clarkson avec un autre producteur de l'émission. Wilman continue ensuite de produire des émissions télévisées autour de l'automobile dans The Grand Tour que lui, Clarkson, Richard Hammond et James May ont produit à travers leur société W. Chump & Sons. L'émission est diffusée sur Prime Video aux clients Amazon Prime. Bien qu'il n'apparaisse pas dans l'émission, Wilman est souvent nommé "M. Wilman" dans les épisodes, envoyant des consignes par SMS aux présentateurs de l'émission, ces messages étant souvent des insultes.
En 2019, après trois saisons, The Grand Tour a changé de format, passant d'épisodes enregistrés en partie en studio et à l'extérieur à un ensemble d'épisodes spéciaux dédiés à une thématique précise. La société de production W. Chump & Sons est fermée à la même période, puis qu'elle n'était plus nécessaire pour garantir la qualité des contenus créés. Wilman a également déclaré qu'il réaliserait un projet solo pour Amazon, qui serait produit à la suite des projets de Clarkson, Hammond et May.
Le 17 avril 2020, Wilman a contracté le Covid-19 et aurait eu des difficultés à respirer, ce qui a entraîné des retards dans la diffusion des prochains épisodes du Grand Tour,.

## Réalisations

### En tant que producteur
- Jeremy Clarkson's Motorworld (en) (1995-1996)
- Jeremy Clarkson's Extreme Machines (en) (1998)
- Jeremy Clarkson: Meets the Neighbours (en) (2002)
- Top Gear (2002-15)
- The Victoria Cross: For Valour (en) (2003)
- Jeremy Clarkson: The Greatest Raid of All Time (2007)
- The Grand Tour produit par Wilman pour la société W. Chump and Sons (2016-2024)
- Clarkson à la ferme (en) (2021–)

### En tant que présentateur
- Top Gear (apparait dans 35 épisodes entre 1994 et 2001)

## Récompenses
| Année | Récompense     | Émission | Résultat | Co-récipiendaire                 |
| ----- | -------------- | -------- | -------- | -------------------------------- |
| 2005  | BAFTA TV Award | Top Gear | Nommé    | Jeremy Clarkson, Gary Broadhurst |
| 2004  | BAFTA TV Award | Top Gear | Nommé    | Gary Hunter, Jeremy Clarkson     |